# Chizuru Arai
Chizuru Arai (Yorii, 1º novembre 1993) è una judoka giapponese, vincitrice della medaglia d'oro ai Giochi olimpici di Tokyo 2020 nei -70 kg, di quella d'argento a squadre e due volte campionessa mondiale ai mondiali di Budapest 2017 e Baku 2018 nella stessa categoria di peso.

## Palmarès
- Giochi olimpici

Tokyo 2020: oro nei -70 kg e argento a squadre;
- Mondiali

Budapest 2017: oro nei -70 kg;
Baku 2018: oro nei -70 kg.